# ABC 800
ABC 800 var en kontorsdator som introducerades i april 1981 vid en pressvisning på Hotell Sheraton i Stockholm av det svenska företaget Luxor. Den var en efterföljare till hemdatorn ABC 80. Liksom denna var ABC 800 baserad på processorn Zilog Z80 och Dataindustrier ABs datorbuss 4680. Datorn slutade tillverkas i slutet av 1986.

## Uppbyggnad och specifikation
De första modellerna av ABC 800 kunde visa text i 80 kolumner och 24 rader (en 25:e rad kunde lockas fram med lite trixande) på en monokrom skärm med bärnstensgul text på brun bakgrund, eller text med 40 kolumner och 24 rader på en färgskärm. Modellerna kallades ABC 800 M respektive ABC 800 C. Som tillval till båda modellerna fanns ett kort för vad Luxor kallade högupplösningsgrafik, vilket innebar 240 gånger 240 punkter och, i färgmodellens fall, 8 färger.
Minnet i ABC 800 var fördelat på 32 KB ROM och 32 KB RAM. Kortet för högupplösningsgrafiken var utrustat med 16 KB grafikminne. Då Z80:s adressrum endast omfattade 64 KB, mappades grafikminnet tillfälligt om vid åtkomst. Som sekundärminne var en diskettstation för 2 stycken 5,25"-diskettstationer det vanligaste alternativet. Ursprungligen låg kapaciteten på 160 KB per diskett, vilket i praktiken ledde till att man fick byta diskett ofta. Senare växte kapaciteten till 320 KB, för att slutligen hamna på 640 KB.
I en av Luxors reklamkampanjer frågades "Vem behöver vara IBM-kompatibel?", vilket de flesta datorköparna så småningom ansåg att de behövde vara. En viss kompatibilitet mellan ABC-världen och PC-världen kunde trots allt uppnås genom programmet W ABC.

## Utvecklingen av ABC 800
Redan från början stod det klart att ABC 80 behövde utvecklas till en förbättrad modell för kontorsbruk, under arbetsnamnet X2. Projektledare för X2 var Bengt Lönnquist på Luxor. Denna var ursprungligen planerad att introducerats under 1980 med 40-teckens bildskärm och färggrafik. Utvecklingen av X2 släpade efter och Dataindustrier hade redan 1979 introducerat ännu en efterföljare kallad X3, och internt på Luxor fanns även planer på en skolprodukt Läxor avsedd för skolor. X2 kom att bli ABC 800 och X3 fick namnet ABC 900 men blev aldrig färdig.

## Facit DTC

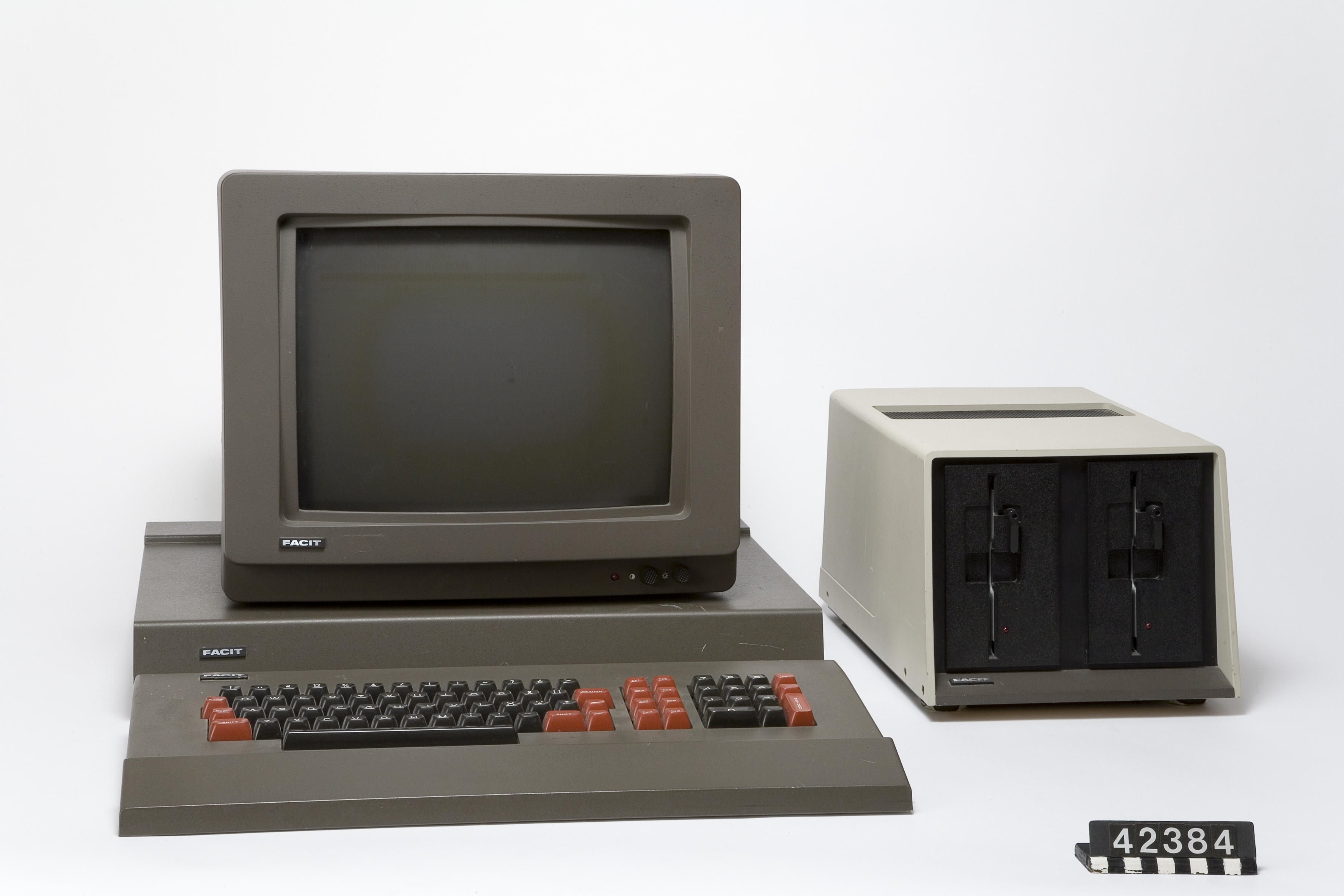
Facit DTC från Tekniska museets samlingar

En variant av ABC 800 var en OEM-produkt med namnet Facit DTC där DTC stod för DeskTop Computer. Denna tillverkades i Luxors fabrik i Motala och började säljas i oktober 1981.
En månad innan ABC 800 visades upp för pressen hade Facit pressat Luxor till att ge dem rätt att sälja ABC 800 med namnet Facit DTC. Detta berodde på att Luxor inte hade rätt till själva datorkonstruktionen: den ägdes av Dataindustrier. Avtalet med Dataindustrier gav bara Luxor ensamrätt att sälja datorn i Sverige, och det innebar att Facit skulle kunna producera och sälja samma dator på export, men med ABC 800 som referens, om Luxor vägrade samarbeta. Luxors VD Sven Högvall skrev ett avtal med Facit som gav Facit ensamrätt att sälja datorn utanför norden. Stämningen mellan företagen var inte god, och man började konkurrera sinsemellan, speciellt rörande mjukvara, och Facit gjorde en rad fientliga rekryteringar av nyckelpersoner från Luxor.
Facit DTC fick modellsiffran Facit 6506 och introducerades på bred front 1982. Maskinen hade möjlighet till extra minnesutbyggnad till 32 eller upp till 128 KB och kunde med utbyggnaden köra operativsystemet CP/M.

## ABC 802 och ABC 806

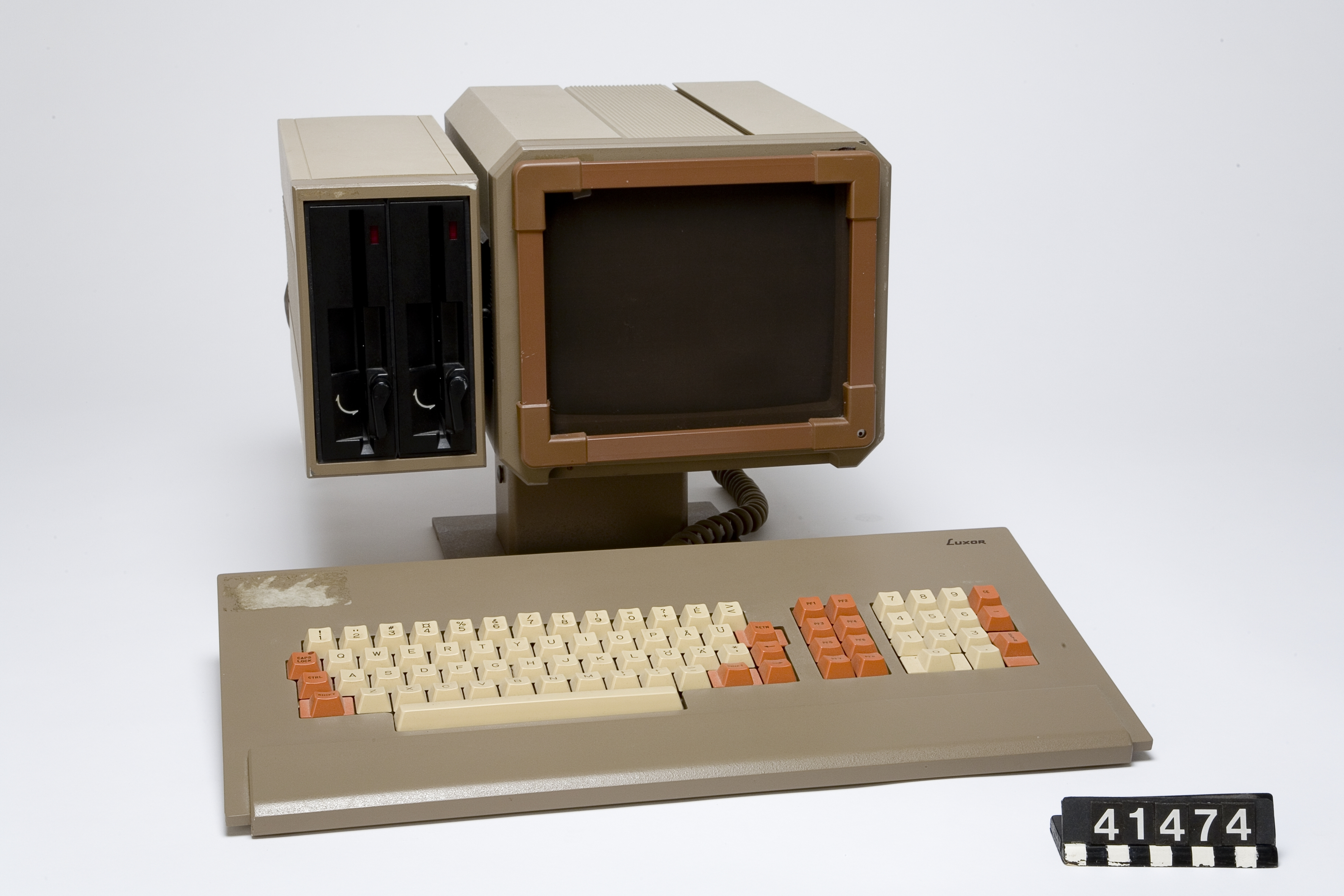
Luxor ABC 802 var en modell med liten monokrom skärm i ockragult fosfor, avsedd för kontorsbruk. Dator och skärm var sammanbyggda. Här med diskettläsaren ABC 834 vid sidan av skärmen (två 5 1/4 diskettenheter om 640 kB vardera). Den gråbruna färgen var gemensam för alla ABC 800 (och ABC 1600) och skiljde sig från den beige ABC 80.

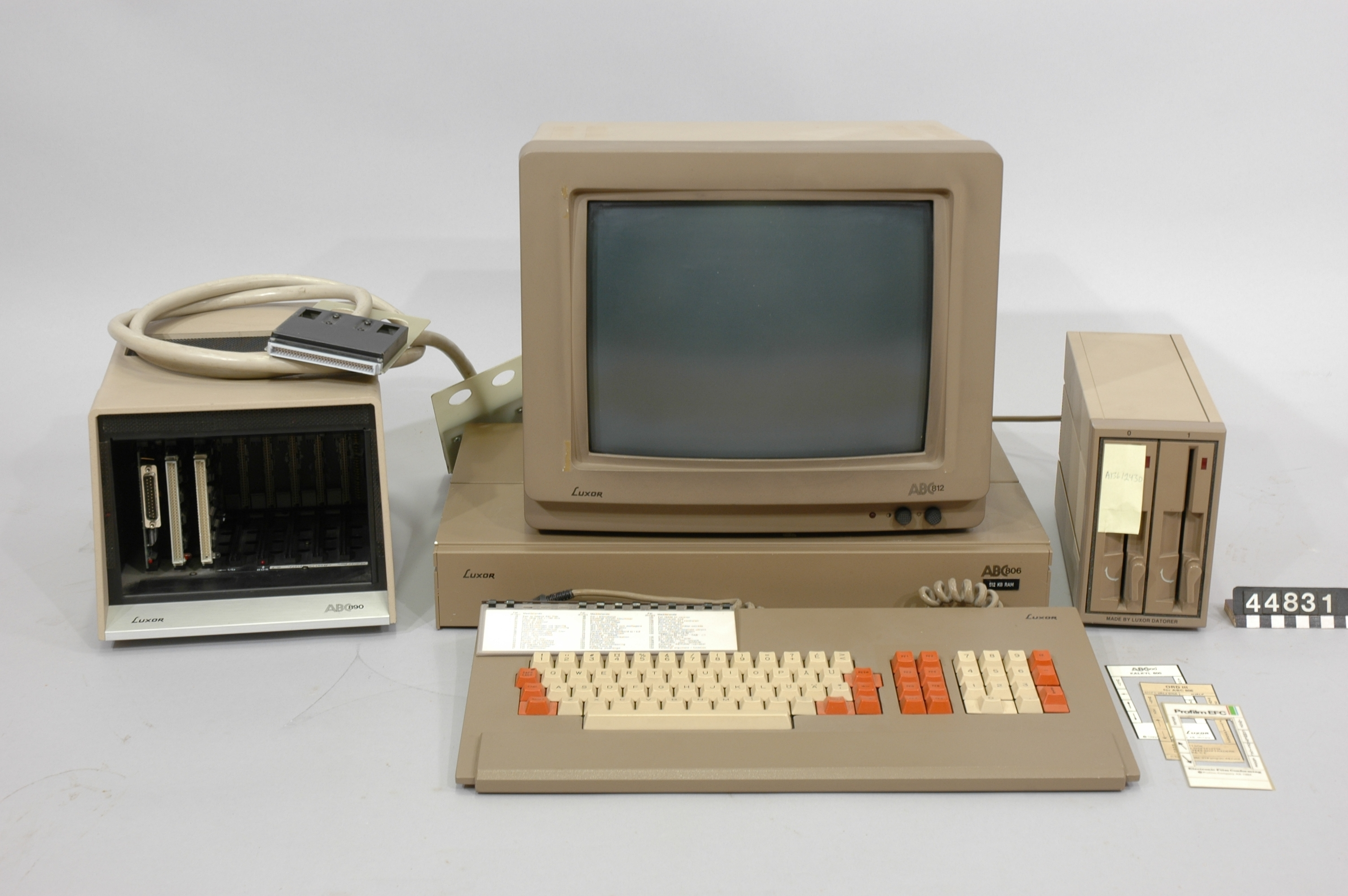
ABC 806 personal var byggd i samma typ av chassi som Facit DTC och hade färggrafik.

I februari 1983 visade Luxor upp två nya datorer som uppdateringar i ABC 800-serien: ABC 802 (projektnamn X15) och ABC 806 (projektnamn X25). ABC 806 hade en del konstruktionsfel: framför allt var det mekaniken och kylningen av datorn som inte fungerade, så denna kunde därför inte börja levereras förrän framåt hösten.
Modellen ABC 806 hade både 80 kolumners skärm och färggrafik med högre upplösning än tidigare. ABC 802 var en modell utan grafik, med datorn integrerad i en kompakt skärm.

## Facit DTC 2
Facit DTC 2 var i princip samma dator som ABC 806. När Ericsson Information Systems år 1983 köpte upp Facit blev DTC 2 en Ericsson-produkt, men Ericsson sade snart upp avtalet med Luxor om produktion av datorer, och Ericssons personal i Malmö som jobbat med Facit DTC övergick till Ericssons PC-satsning.

## ABC 16
ABC 16 var en produkt från MyAB som gjorde ABC-datorerna samt Facit DTC kompatibla med IBM PC. Denna tillsats utvecklades med tillstånd från Luxor att använda namnet "ABC" men med mycket begränsad insats från Luxors sida eftersom Luxor ansåg att framtiden för persondatorer var Unix. ABC 16 hade en inbyggd Intel 8088 CPU, och 256 kB till 1 MB internt RAM.

## ABC 808 och ABC 900 (Tecla)
Redan 1979, året efter att ABC 80 lanserats, och strax efter att man startat utvecklingen av X2 (ABC 800) hade Lars Karlsson på Dataindustrier introducerat ännu en efterföljare kallad X3. På grund av olika fördröjningar presenterades kravspecifikationen för X3 inte förrän i juni 1981. Projektledare på Luxor var Bo Rydell. Man planerade att ha 25 prototyper klara till september 1982 med produktionsstart i mars 1983.
Av olika skäl drog X3 ut på tiden, och man arbetade under 1985 med en idé om en dator som skulle heta ABC 808 för att fylla gapet innan nästa persondator kunde utvecklas. Denna skulle ha MS DOS som operativsystem och var planerad att introduceras årsskiftet 1985/1986. X3 hade fått projektnamnet Tecla och modellen skulle heta ABC 900 och skulle antingen vara en egentillverkad hybrid mellan Unix och MS DOS eller en OEM-produkt av någon IBM PC-klon. ABC 900 skulle introduceras i januari 1987 och komplettera X37 som var efterföljaren till ABC 1600. Alla dessa projekt avslutades i januari 1986 då Nokia beslutade att lägga ner Luxor Datorer och istället bilda Nokia-Luxor Information Systems.

## Slutet för ABC 800
När Nokia lade ner bolaget Luxor Datorer och därmed utvecklingen av ABC 800-serien ville man få kontinuitet i produkterna och man hade även lovat de befintliga kunderna att ABC-datorerna inte skulle läggas ned. År 1986 introducerade Nokia-Luxor Information Systems därför ABC 1200 vilket var en IBM PC AT med Intel 80286 CPU och MS DOS utvecklad i Finland. Denna skulle ersätta ABC 800-serien och hade en BASIC-tolk som kunde köra program utvecklade för ABC BASIC. ABC 1200 kunde också köra Microsoft Windows. Nokia hade dock (liksom Ericsson Information Systems) svårt att konkurrera prismässigt med IBM:s egen PC-tillverkning och under 1987 ökade konkurrensen från exempelvis Compaq och internationella IBM PC-kloner från Taiwan, vilket gjorde att ABC 1200 aldrig sålde speciellt bra.

## Volymer
Tabellen visar antalet sålda ABC 800 per år från 1983 till slutet av 1986. Därefter lade Nokia ned produktionen av ABC 800. Totalt tillverkades och såldes alltså runt 29000 st ABC 800. (Statistiken inkluderar ABC 802 och ABC 806.)
| År      | Antal ABC 800 | Källa |
| ------- | ------------- | ----- |
| 1983    | 8000          | [ 4 ] |
| 1984    | 8500          | [ 5 ] |
| 1985    | 6800          | [ 6 ] |
| 1986    | 6000          | [ 7 ] |
| Totalt: | 29300         |       |